# Frigorífic Anglo de l'Uruguai
El Frigorífic Anglo de l'Uruguai Societat Anònima va ser una de les principals agroindústries de l'Uruguai durant el segle xx i una de les fàbriques processadores de productes derivats de la carn, més importants d'Amèrica del Sud. Localitzat a Fray Bentos, departament de Río Negro, al costat del riu Uruguai, estava dotat d'un excel·lent port d'ultramar i, al mateix temps, prop de la zona d'explotació agropecuària. Actualment, l'edifici central és seu del Museu de la Revolució Industrial i del Parc Industrial Municipal, on operen petites empreses.
El 5 de juliol de 2015, el Frigorífic Anglo de l'Uruguai va ser declarat Patrimoni de la Humanitat per la UNESCO dins el conjunt «Paisatge Cultural Industrial Fray Bentos».

## Història

### Progrès

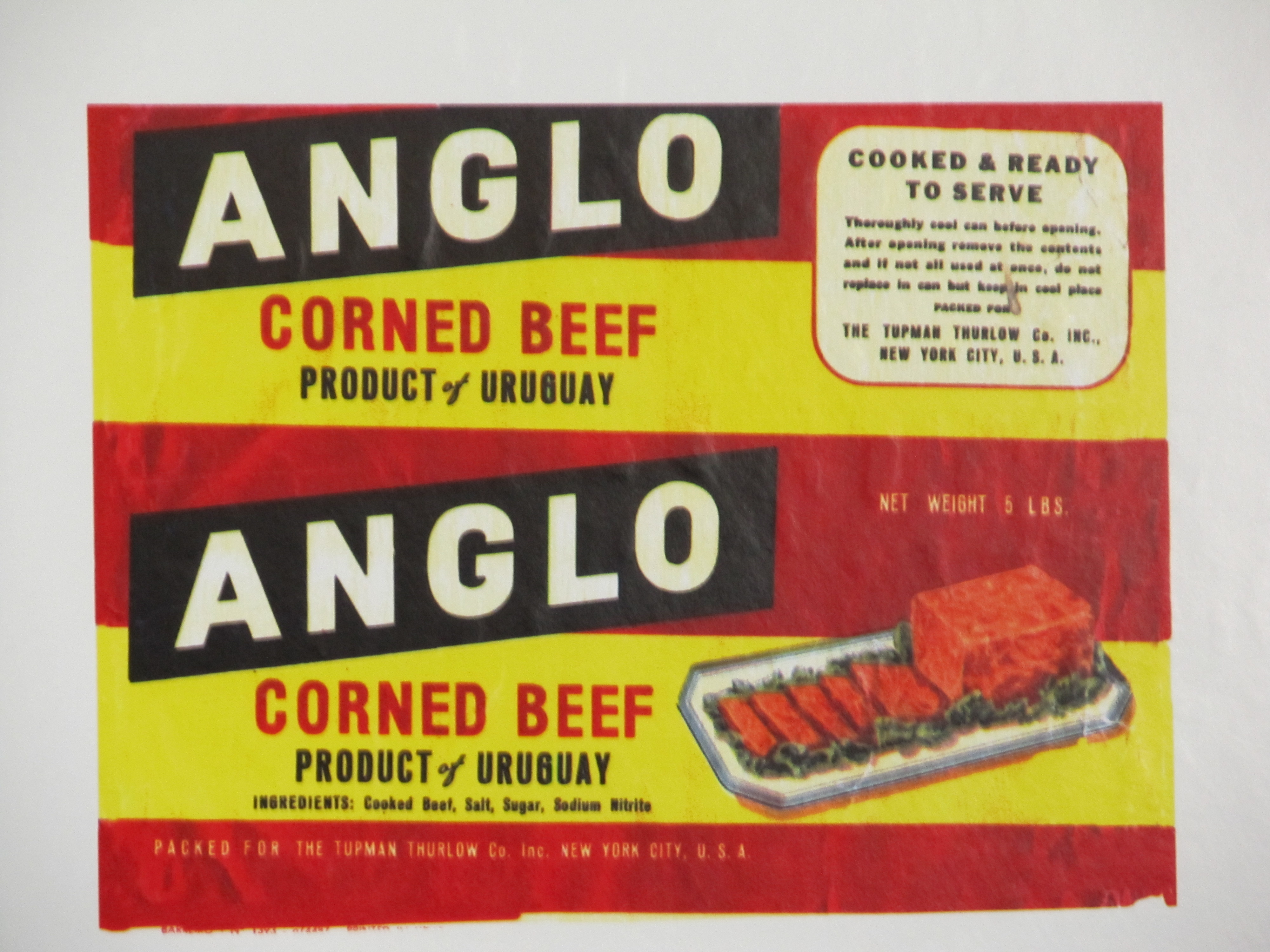
Etiqueta de corned beef del Frigorífic Anglo

La fàbrica fou creada el 1859, per a l'explotació comercial de la carn del bestiar boví. En el moment del seu auge va arribar a donar feina, directament o indirecta, a una quantitat important de la població de Fray Bentos en les seves nombroses seccions; en un procés que es va complir entre 1922 i 1924, un grup empresarial amb capital majoritàriament britànic va adquirir l'empresa Liebig Extract of Meat Company, antiga signatura alemanya creada el 1865 que donava treball a 10.000 persones en l'últim terç del segle xix, la qual va passar a anomenar-se Frigorífic Anglo de l'Uruguai.
Durant els segon i tercer quarts del segle xx, va ser puntal en el desenvolupament del departament de Río Negro. Els seus principals productes eren l'extracte de carn i corned beef.

### Decadència
A finalitats de la dècada dels seixanta, va ser nacionalitzat i adquirit per l'Estat, passant a denominar-se Frigorífic Fra Bentos, encara que popularment se'l va continuar anomenant Frigorífic Anglo o L'Anglo. A finalitats dels anys setanta, en ple declivi amb seccions tancades i amb una dràstica reducció del personal, va clausurar les seves activitats, fet que va afectar la vida econòmica i productiva de Fray Bentos.
Es van realitzar múltiples esforços per tractar de reactivar-lo, sense èxit. Fins i tot, a principis dels anys vuitanta durant la dictadura militar, va ser cedit a l'empresa àrab Saudico, encara que va ser un rotund fracàs. Restablida la democràcia el 1985, des de la societat civil, les forces vives, la Intendència i el Parlament, es van realitzar esforços per a la seva reobertura. Es va crear un Comitè de Reactivació del Frigorífic, que va establir diferents contactes amb el Poder Executiu (especialment amb el Ministeri de Ramaderia, Agricultura i Pesca [MGAP]) i el Poder Legislatiu (amb la Comissió Especial de Reactivació del Frigorífic Fray Bentos i ARINSA).
Destaca la participació que va tenir en aquestes instàncies l'intendent de Río Negro, Mario Carminatti i els representants nacionals pel departament, Guillermo Stirling (Partit Colorado) i Alfonso Requiterena (Partit Nacional); aquest últim, des del Parlament, va presentar diversos reclams per a la recerca de solucions.

### Renovació

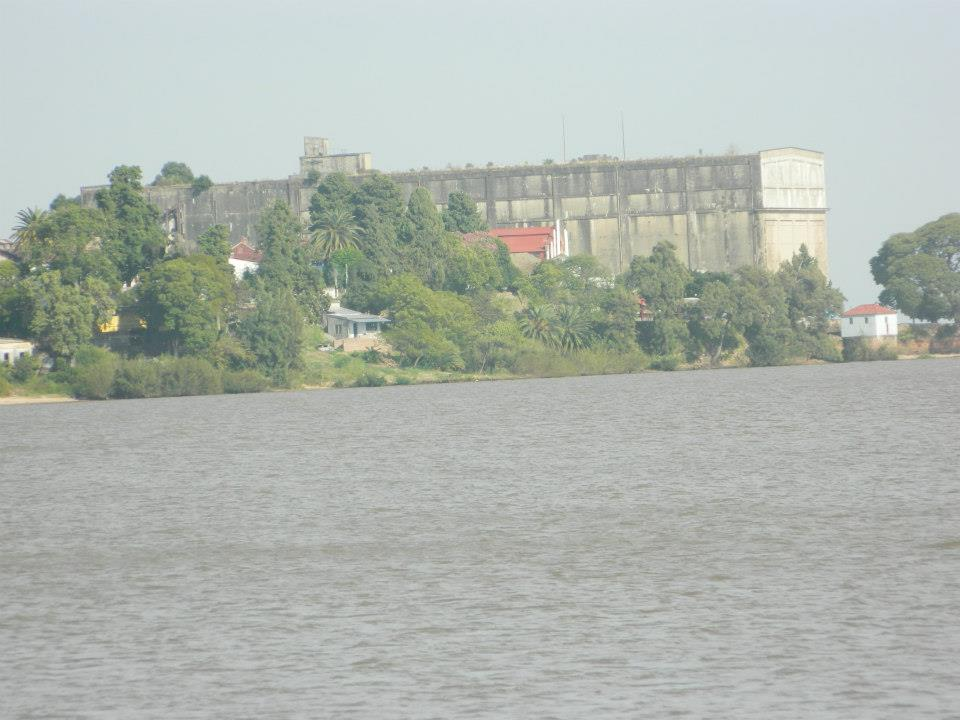
L'edifici principal del Frigorífic Anglo el 2013

Després d'estudis realitzats per tècnics del MGAP, es va arribar a la conclusió que la reactivació no era possible a causa de la obsolescència dels equips i els alts costos que portaria la reconstrucció de l'empresa, pels grans canvis en les exigències del mercat internacional de productes derivats de la carn. Abandonat el reclam de reactivació, des de la Intendència es va demanar a l'Executiu l'administració de la fàbrica, el barri Anglo i una important quantitat de terrenys dels voltants. El projecte era instal·lar un parc industrial per a petites i mitjanes empreses, aprofitant els grans espais de la fàbrica; una zona franca estatal contigua a la fàbrica; l'aprofitament del port, i la creació d'un museu de la Revolució Industrial.
A finals del primer període de govern del president Julio María Sanguinetti Coirolo, la fàbrica i el barri van ser cedits a la Intendència de Río Negro, que va començar un llarg procés d'adequació de la ex empresa i el seu entorn. Per iniciativa de l'intendent Mario Carminatti, es va crear el Parc Industrial Municipal, que va oficiar de viver d'empreses; es van millorar alguns serveis del bari Anglo, i es van assentar les bases del que primer va ser un recorregut històric-turístic per la fàbrica, i que culminaria amb la creació del Museu de la Revolució Industrial. El museu compta amb gairebé 10.000 visitants anuals i amb dues visites guiades al dia, que presenten una interessant proposta que ressenya la història local.

## Galeria

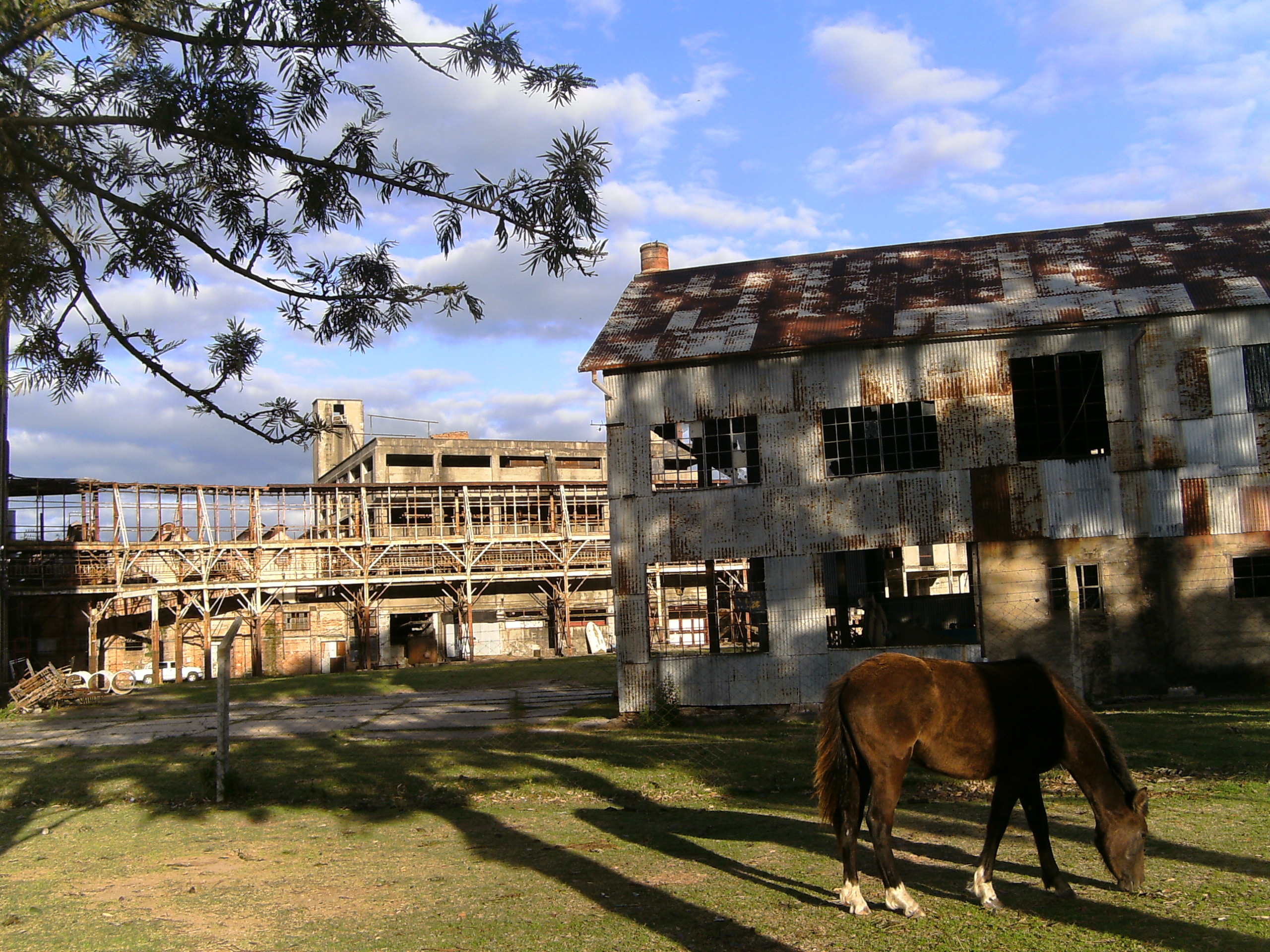
Vista parcial
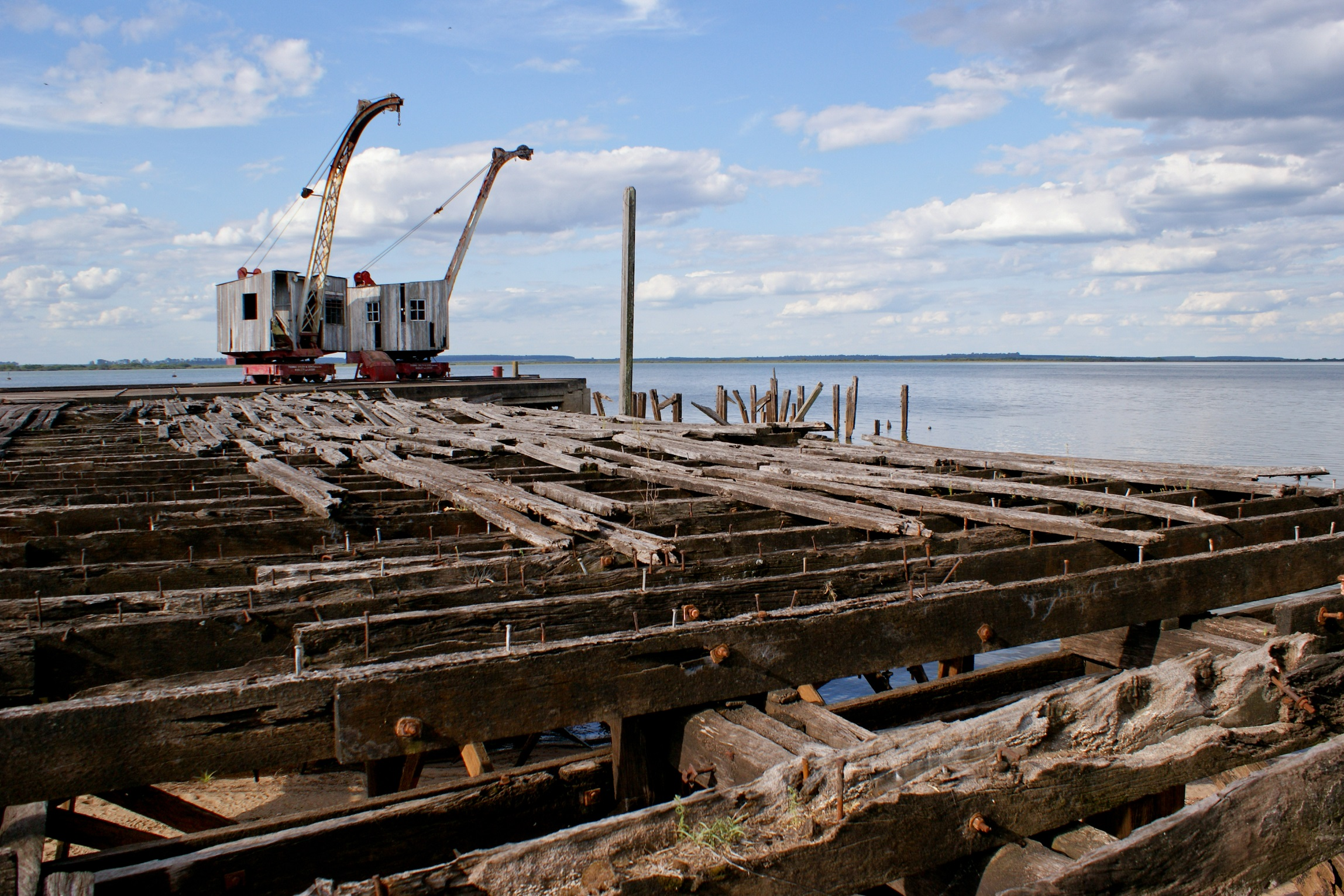
El port
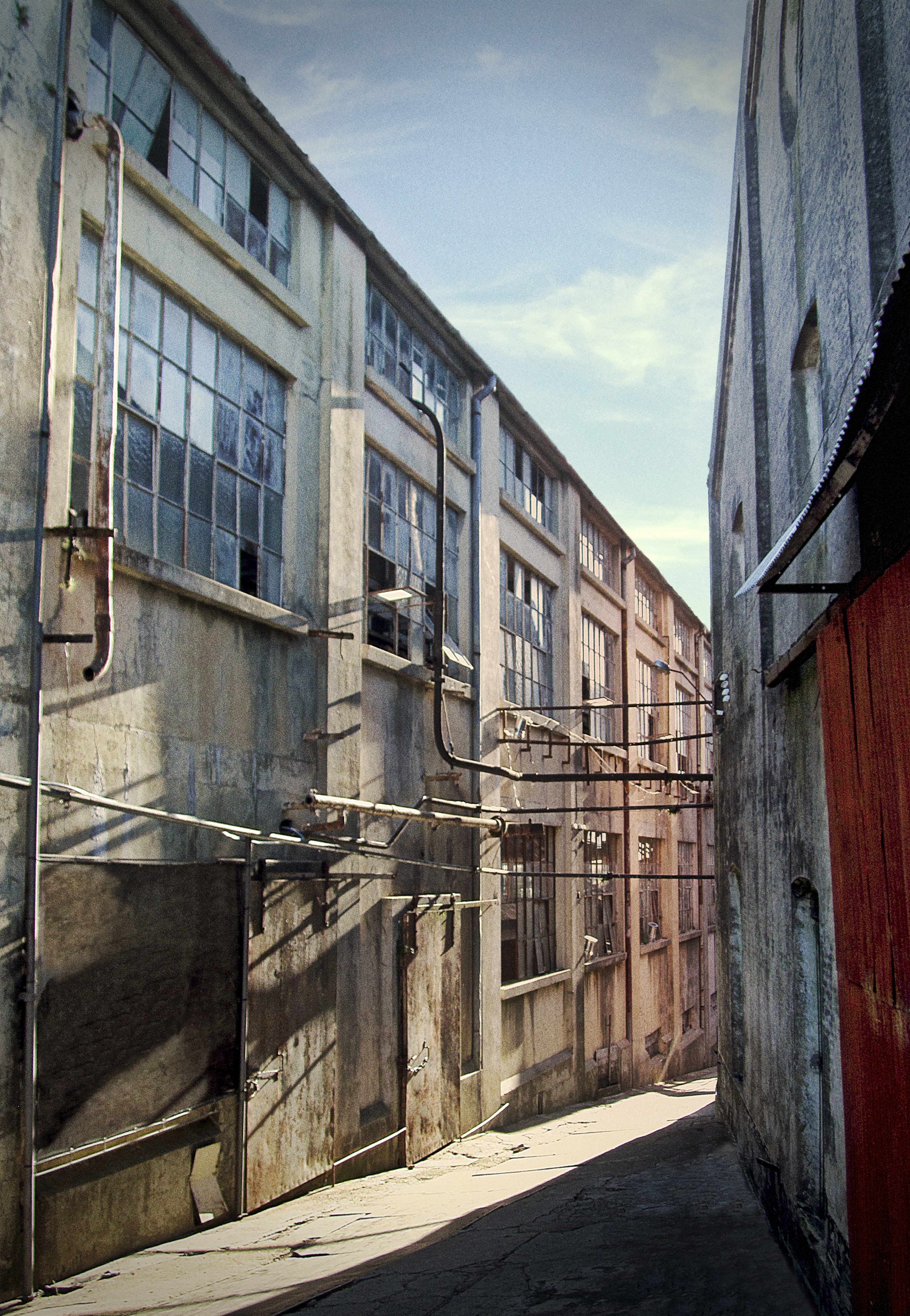
Carreró del complex industrial Anglo
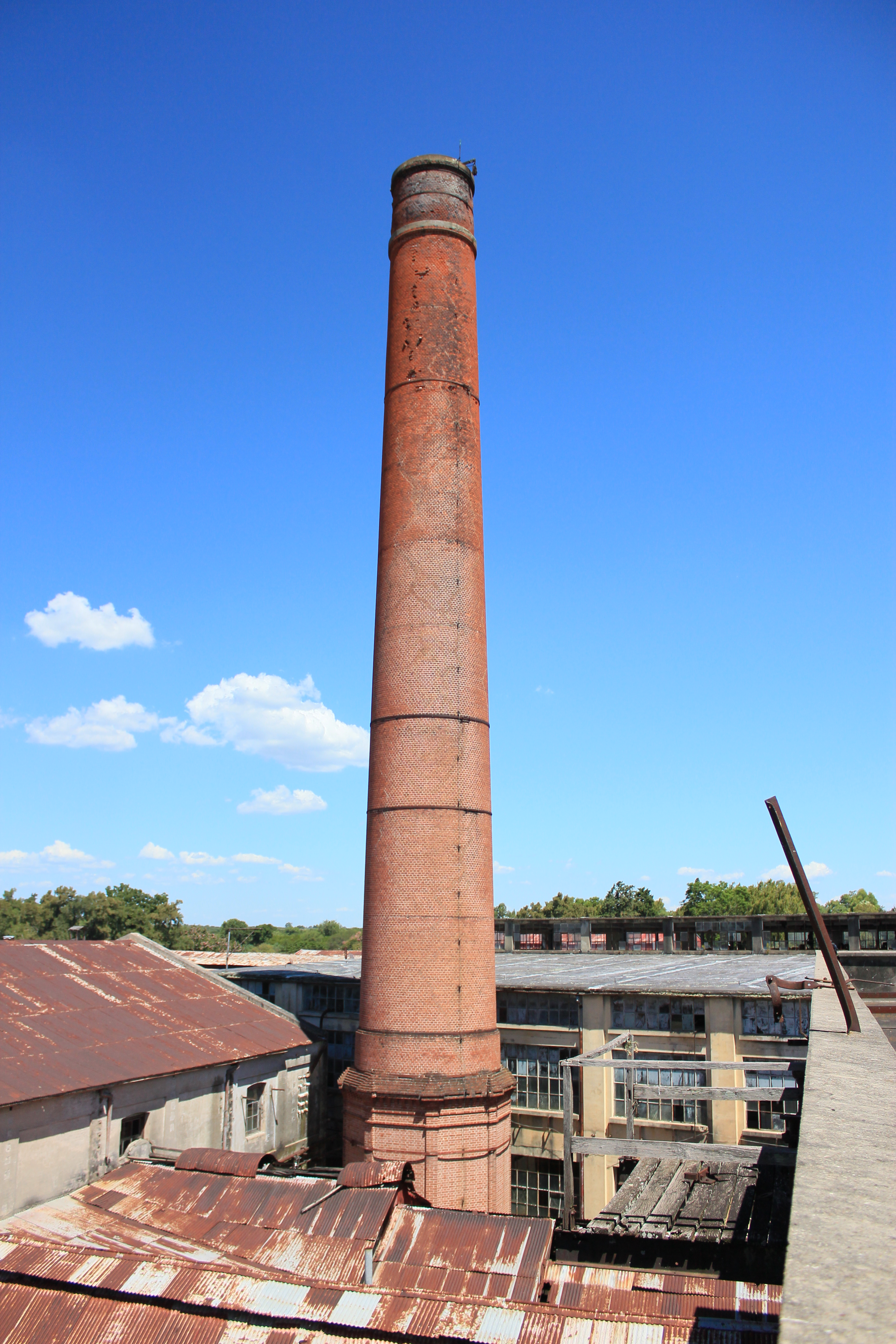
Vista on destaca la xemeneia
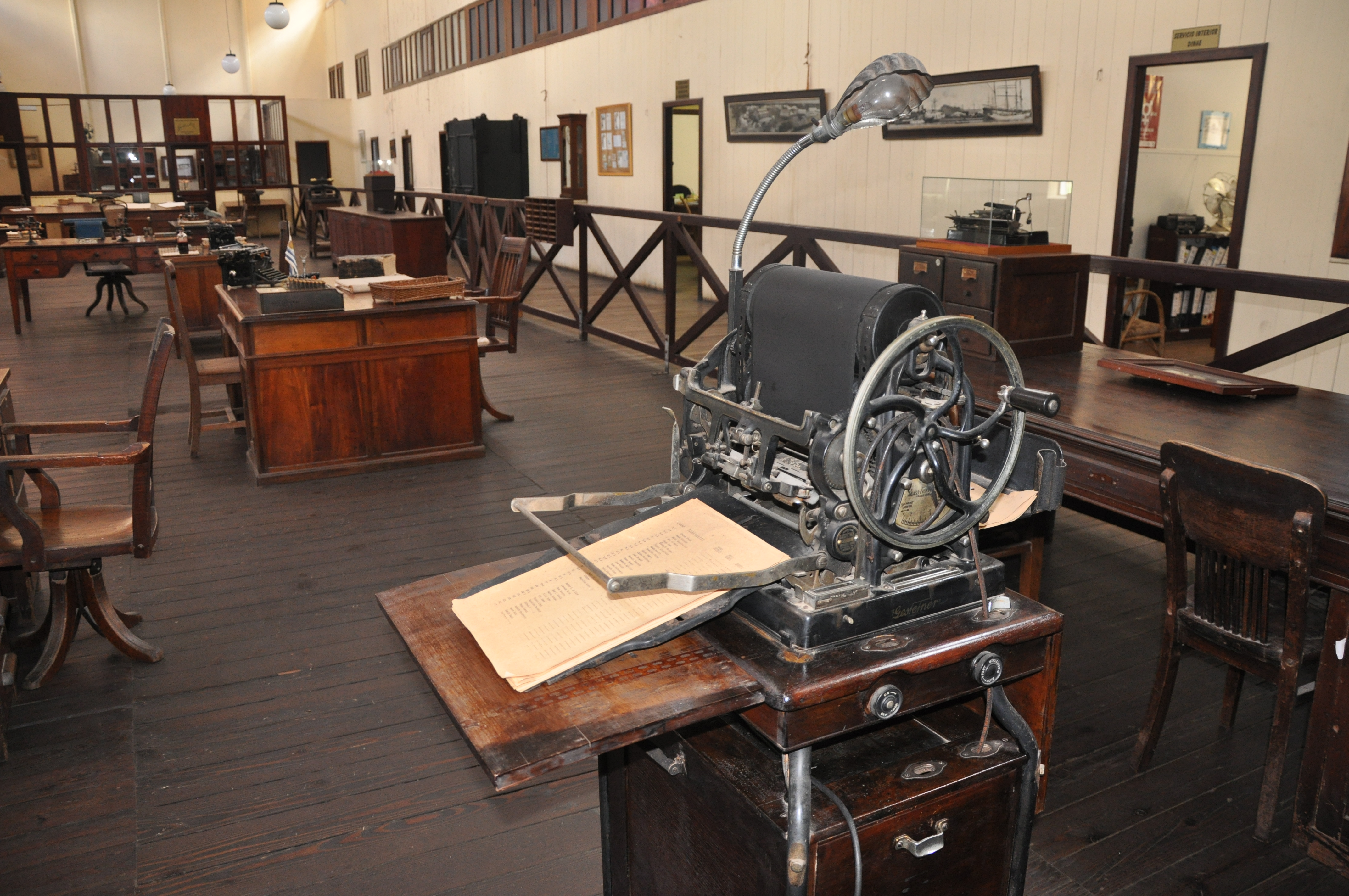
Antigues oficines del frigorífic
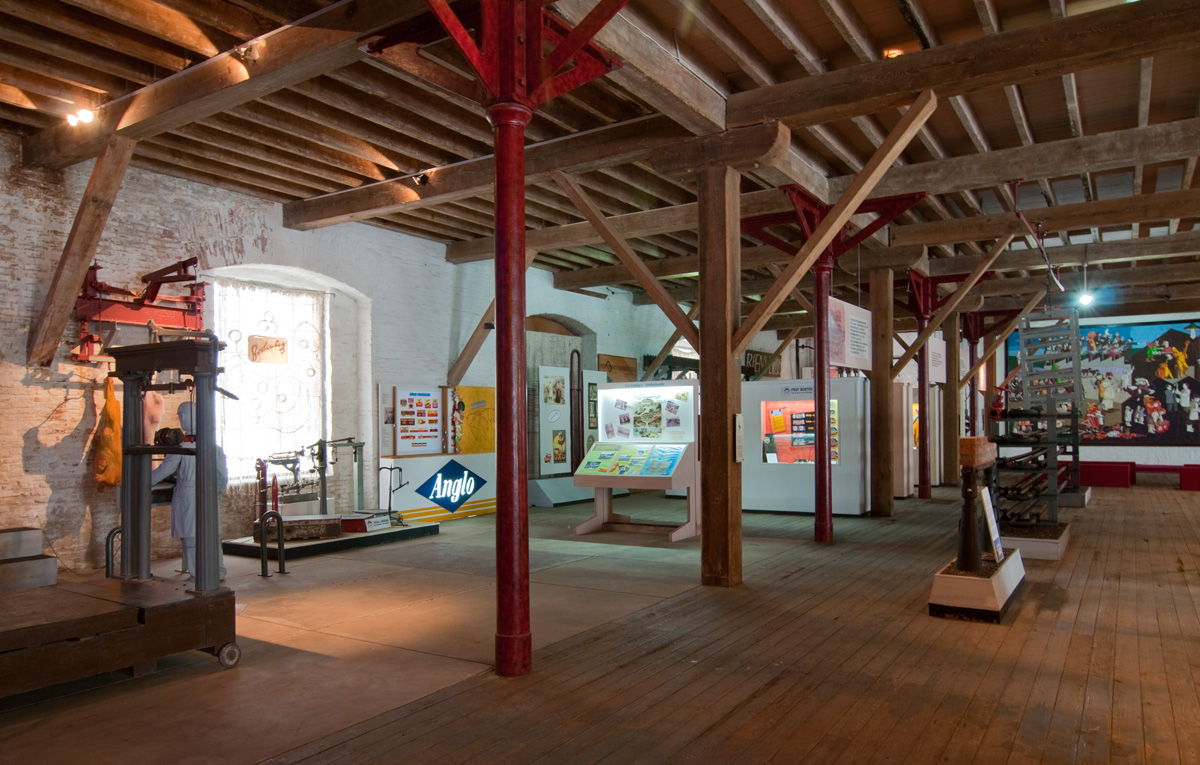
Vista de l'interior